# Claus Schilling
Claus Karl Schilling (Múnich, 5 de julio de 1871 - Landsberg am Lech, 28 de mayo de 1946), fue un médico alemán especialista en medicina tropical. Durante la Segunda Guerra Mundial llevó a cabo varios experimentos médicos con los internos del campo de concentración de Dachau. En los Juicios de Dachau, el  tribunal condenó a muerte a Schilling por ahorcamiento el 13 de diciembre de 1945. Su ejecución tuvo lugar en la prisión de Landsberg en Landsberg am Lech el 28 de mayo de 1946.

## Biografía
Schilling estudió Medicina en su ciudad natal, donde obtuvo un doctorado en 1895. Fue profesor de parasitología en la Universidad de Berlín y fue miembro de la Comisión de malaria de la Sociedad de las Naciones. Durante algunos años, Schilling realizó algunos estudios prácticos en  las posesiones coloniales alemanas en África. Reconocido por sus contribuciones en el campo de la medicina tropical, fue nombrado primer director de la división de medicina tropical del Instituto Robert Koch en 1905, en donde permaneció durante las siguientes tres décadas. 

### Investigaciones en Italia
En 1936, Schilling se retiró del Instituto Robert Koch y emigró a la Italia fascista de Benito Mussolini, donde se le dio la oportunidad de realizar experimentos de inmunización en internos de los asilos psiquiátricos de Volterra y San Niccolò di Siena debido a que las autoridades italianas estaban preocupadas porque las tropas enfrentaran brotes de malaria en el curso de la segunda guerra ítalo-etíope. Debido a que Schilling hizo hincapié en la importancia de la investigación para los intereses alemanes, el gobierno nazi de Alemania también lo apoyó financiando su experimentación en Italia.

### Experimentos en Dachau
En 1941, Schilling regresó a Alemania después de una reunión con Leonardo Conti, jefe de salud de los nazis y a principios de 1942, el líder de las SS Heinrich Himmler le proporcionó una estación especial para llevar a cabo investigación sobre la malaria en el campo de concentración de Dachau. A pesar de las evaluaciones negativas de sus colegas, Schilling se mantuvo a cargo de la estación especial durante la guerra. Aunque en la década de 1930 Schilling había enfatizado que la investigación de la malaria en sujetos humanos podía realizarse de una manera totalmente inofensiva, en el campo de concentración de Dachau habían prisioneros a los que se les inyectaban drogas sintéticas en dosis que variaban de altas a letales y además, eran expuestos a mosquitos de la malaria en jaulas donde ataban sus manos o brazos para asegurar la infección con el parásito. De los más de 1 000 prisioneros utilizados en los experimentos de malaria en Dachau durante la Segunda Guerra Mundial, entre 300 y 400 resultaron muertos; y entre los sobrevivientes, un número considerable permaneció dañado de por vida. Varios sacerdotes encarcelados por los nazis fueron asesinados durante los experimentos.

### Juicios de Dachau, condena y ejecución

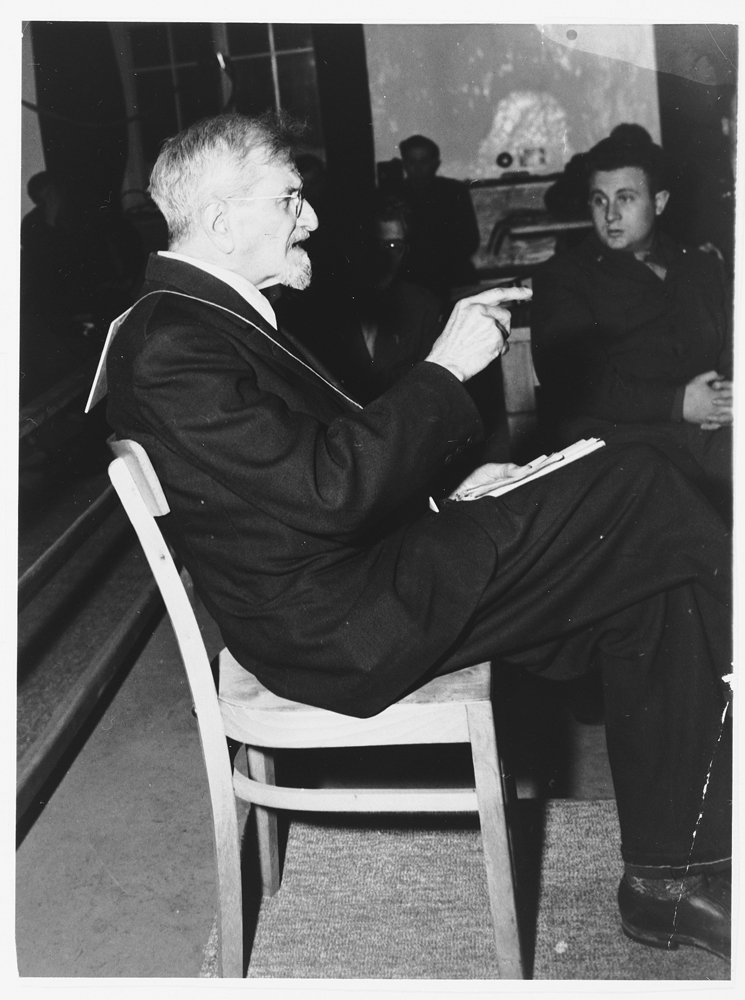
Claus Schilling durante su testimonio como acusado en el proceso principal de Dachau el 15 de noviembre de 1945

Durante los Juicios de Dachau posteriores a la liberación del campo al final de la guerra, Schilling fue juzgado por un Tribunal Militar General de los Estados Unidos, designado el 2 de noviembre de 1945 en el caso de los Estados Unidos contra Martin Gottfried Weiss, Wilhelm Rupert, et al. Los  médicos y el personal involucrado fueron acusados y condenados por delitos de violación de leyes y usos de la guerra en los que se actuó en cumplimiento de un diseño común que fomentaba, ayudaba, instigaba y participaba en el sometimiento de ciudadanos aliados y prisioneros de guerra a crueldades y maltratos en el campo de concentración de Dachau y sus subcampos. Según el testimonio de August H. Vieweg, los pacientes utilizados en los experimentos de malaria eran alemanes, polacos, rusos y yugoslavos. En aquel entonces no existía un código de ética formal en investigación médica al que los jueces pudieran responsabilizar a los acusados médicos nazis. Los "experimentos científicos" expuestos durante los juicios conllevaron a la creación del Código de Núremberg, desarrollado en 1949 como un código de diez puntos de ética de la experimentación humana.
El tribunal condenó a muerte a Schilling por ahorcamiento el 13 de diciembre de 1945. Su ejecución tuvo lugar en la prisión de Landsberg en Landsberg am Lech el 28 de mayo de 1946.